# 栃木県教育会館
栃木県教育会館（とちぎけんきょういくかいかん）は、栃木県宇都宮市駒生一丁目にある県内公立学校教職員（栃木県連合教育会会員）の積立金、県及び市町村の補助金、県民の篤志寄付、関係団体の寄付金等によって建設された公共施設。

## 施設
この地には1957年（昭和32年）9月から、1973年（昭和48年）3月まで栃木県立盲学校があった。現在は、栃木県教育会館と栃木県青年会館コンセーレ、とちぎ青少年センターが同一敷地に建っており、駐車場も3施設共通で600台となっている。

### 教育会館
館内
| 階  | 主な施設 | 主な施設 |
| --- | --- | -------- |
| 5階 | 小ホール、団体室（栃木県教職員協議会） |          |
| 4階 | 団体室（10室：栃木県小学校長会、栃木県中学校長会、栃木県PTA教育振興会など）                                                                              |          |
| 3階 | 連合教育会事務室・会長室、団体室（3室：栃木県中学校体育連盟など）、大会議室                                                                              |          |
| 2階 | 団体室（5室：栃木県柔道連盟、栃木県剣道連盟、栃木県レクリエーション協会、日本教育公務員弘済会栃木支部など）、相談室（2室）、教育相談事務室、プレイルーム | 大ホール |
| 1階 | 管理室、中会議室、小会議室、ミーティングルーム、団体室（栃木教育総合保障センター）                                                                       | 大ホール |

### 栃木県青年会館コンセーレ
一般財団法人栃木県青年会館が運営しているホテルや宴会室、会議室、レストランを備えた施設で1975年（昭和50年）5月に建てられ、1891年と1987年に大規模改修が行われた。｢コンセーレ｣とは、コンベンションやコンコースの｢コン｣とセレモニーやセレブレーションの｢セレ｣を合わせた造語である。

### とちぎ青少年センター
栃木県の施設で、栃木県青年会館が指定管理者として運営している。会議室や多目的室、和室、音楽室などを備えている。3Fには宿泊可能なシングルルームもあるが食事の提供はしていない。青少年の健全育成を目的としており、同目的での使用ならば割引料金となる。

## 歴史

### 初代（1935-1979）
初代の栃木県教育会館は、1935年（昭和10年）に開館した、栃木県教育会の本部事務所が置かれた建物である。栃木県教育会は、教育の普及振興と県内の教育関係団体との連絡を図ることを目的とした組織で、栃木県立図書館の母体となる二宮文庫の運営を手掛けていた。1884年（明治17年）に下都賀郡栃木で下野私立教育会として発足し、1885年（明治18年）に宇都宮へ移転、1910年（明治43年）に下野教育会と改称し、1931年（昭和6年）に栃木県教育会と改名した。栃木県教育会は、銀杏学舎と呼ばれていた、旭町の大いちょうの北側の建物を1915年（大正4年）に購入して事務所に充てていたが、手狭になったため、栃木県立第二高等女学校の跡地（現・栃木県総合文化センター敷地）を県から無償で借用し、1934年（昭和9年）6月8日に起工、同年12月15日に上棟式を行い、翌1935年（昭和10年）5月に事務所移転・落成式・栃木県教育会50周年記念式典を行って、栃木県教育会館を開館した。この会館は、鉄筋コンクリート構造3階建てで、199坪4合（≒699.2 m2）の規模であった。1階に栃木県教育会図書館（二宮文庫から改称）、2階に教育会事務所と講堂、3階に映写室と教育会の諸室が置かれ、当時としては斬新な建物であった。
戦時体制により、1944年（昭和19年）に栃木県教育会は大日本教育会栃木県支部となるが、1945年（昭和20年）に栃木県教育会に戻った。終戦直後の混乱期には、職員互助会の清算にあたり資金不足が生じたため、教育会館が売却されそうになるが、何とか売却せずに済んだ。1947年（昭和22年）6月10日、栃木県教育会は発展的に解消し、栃木県連合教育会が発足した。栃木県教育会図書館は、1947年（昭和22年）5月10日に栃木県立図書館となり、1955年（昭和30年）12月1日に新館が開館するまで教育会館にあった。

### 2代（1979-）
初代の教育会館は教育界の殿堂として親しまれていたが、1969年（昭和44年）3月に、新築移転問題が浮上した。この時は反対意見が多く、議論は先送りされた。1974年（昭和49年）になって梅沢茂が栃木県連合教育会の会長に就任すると、会員の賛同と自己資金を得て、移転計画が再始動し、栃木県と県内市町村からの補助金や、小中高校のPTA、宇都宮大学教育学部同窓会、私立学校、篤志家からの寄付も集まり、建設が決定した。1978年（昭和53年）8月に駒生町で着工し、1979年（昭和54年）9月26日に大ホールで落成式を挙行し、2代目の栃木県教育会館が開館した。建設費用は約9億円であった。栃木県連合教育会の事務局は落成式に先立ち、9月10日に移転していた。

## アクセス
- JR宇都宮線宇都宮駅、東武宇都宮線東武宇都宮駅より関東バス駒生営業所行き、大谷立岩行きなどで「東中丸」バス停下車すぐ
- 宇都宮ライトレール（LRT）の路線は、栃木県教育会館前まで延伸する予定（2030年代の開業を目標）である[30]。